# Yuri Artsutánov
Yuri Nikoláyevich Artsutánov (en ruso: Юрий Николаевич Арцутанов) (5 de octubre de 1929-1 de enero de 2019) fue un ingeniero ruso nacido en San Petersburgo. Graduado en el Instituto tecnológico de San Petersburgo (en aquel entonces Leningrado), se le atribuye el mérito de idear el ascensor espacial en su concepción moderna.

## Biografía
En 1960 publicó el artículo «В Космос — на электровозе» (Al espacio en una locomotora eléctrica) en el diario Komsomólskaya Pravda. En él exponía la idea del ascensor espacial como un método seguro y barato para acceder a la órbita del planeta Tierra, en alternativa a los costosos y poco eficientes cohetes y lanzaderas espaciales.
Artsutanov se inspiró en el trabajo del también ruso Konstantín Tsiolkovski que en 1895, tras admirar la Torre Eiffel, propuso la idea de una torre para elevar materiales al espacio.
El concepto de Artsutánov consiste en descolgar un cable de sección variable desde un satélite en órbita geosíncrona con la Tierra, a unos 36 000 km de altura, hasta la superficie del planeta. A la vez, se desplegaría un cable similar hacia el exterior. La fuerza centrífuga del cable exterior compensaría el peso del cable interior, manteniendo el satélite en órbita. Utilizando este cable, un ascensor podría subir equipo y personas hasta la órbita de la Tierra a un coste estimado en 100 veces inferior al actual.
Aunque en la fecha en la que fue publicado el artículo, el autor admitía que no existía ningún material capaz de soportar su propio peso a lo largo de los 36 000 km necesarios, los avances en la ciencia de materiales, y en especial la aparición de los nanotubos de carbono han provocado que varias agencias espaciales se hayan interesado por esta idea.

## La unidad de medidaYuri
La capacidad de un cable para resistir su propio peso depende tanto de la resistencia del material como de su ligereza: por ejemplo, un cable igual de resistente que el acero, pero hecho de un material diez veces más ligero, podrá ser diez veces más largo. No existe una unidad capaz de cuantificar la resistencia frente a la masa lineal, motivo por el cual los miembros de la Spaceward Foundation han creado, en honor al ingeniero ruso, la unidad Yuri. Un MYuri equivale a un GPa · cm³/g o a un N/Tex.
Se calcula que el material capaz de soportar el ascensor espacial debe poseer al menos 30 MYuris, mientras el acero posee únicamente 0.5 MYuris.